# Moneygami

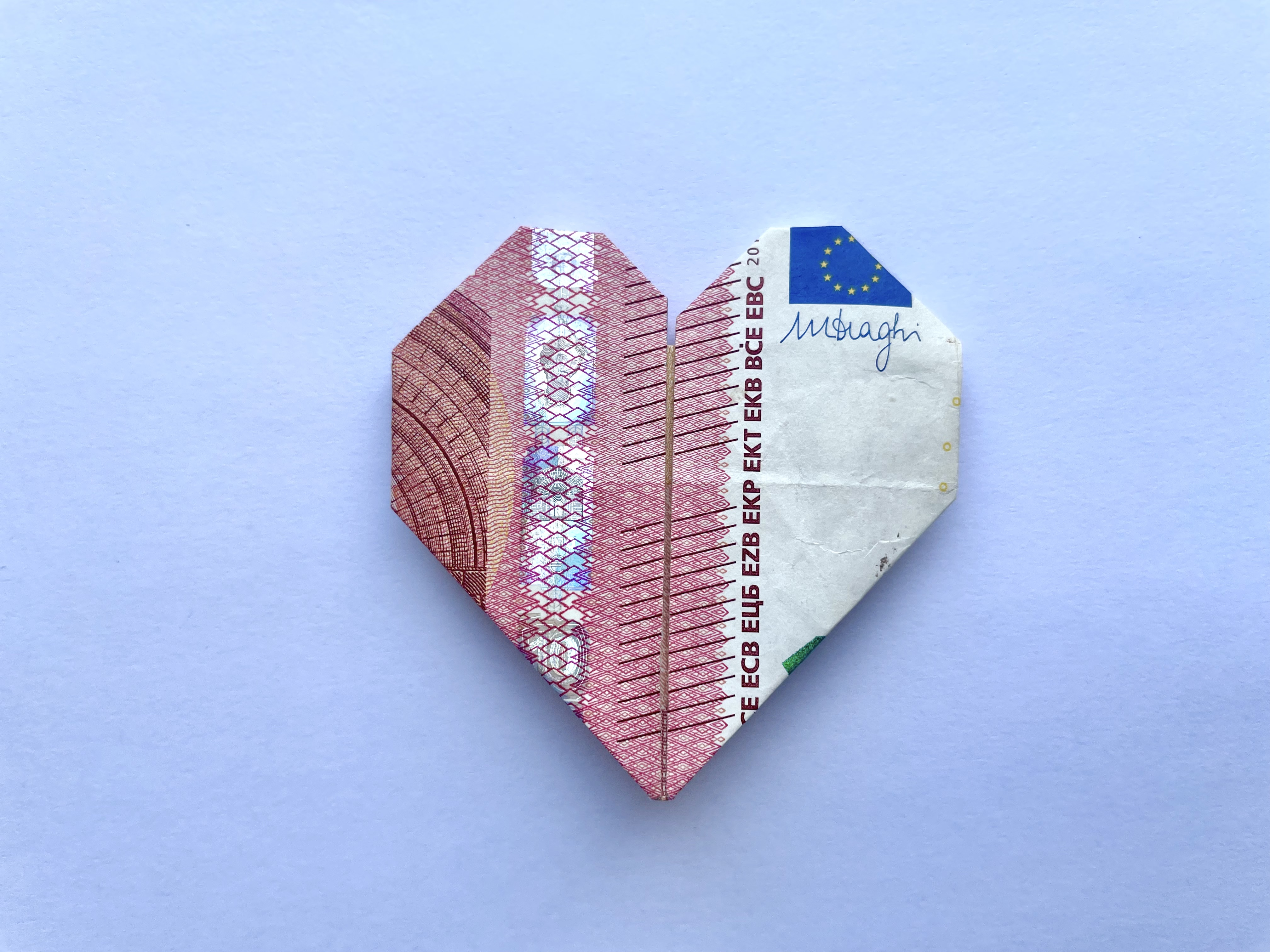
Dieses Herz ist ein Beispiel für Origami aus Geldscheinen.

Moneygami (auch Geld-Origami) ist das Falten von Geldscheinen, z. B. Euros oder US-Dollars, zu Kunstwerken. Das Wort ist ein Kofferwort aus dem englischen Money und Origami.
Das Konzept wurde von Persönlichkeiten wie dem japanischen Pop-Art-Künstler Yosuke Hasegawa populär gemacht, dessen Werke in einer Ausstellung in der Tadu Art Gallery zu sehen waren, und kann als kultureller Kommentar zum Wert dienen, den materialistische Gesellschaften dem Geld beimessen. Ein Werk von Hasegawa zeigt beispielsweise den gefalteten Kopf des Vorsitzenden Mao Zedong mit einem Cowboyhut in einem Doppelbild, das auf Andy Warhols berühmtem Bild von Elvis Presley basiert.
Der Name spielt auf das traditionelle Origami an, die japanische Kunst, flache Materialien, in der Regel Papier, zu Figuren zu falten, die verschiedenen Objekten ähneln. Andere Beispiele für Moneygami sind das Falten von Geldscheinen zu kleidungsähnlichen Teilen, wie z. B. ein Kleid aus Euro-Scheinen.
In Deutschland wird Moneygami vor allem zum kreativen Verschenken von Geld verwendet. Beliebte Anlässe dafür sind neben Geburtstagen und religiösen Festen hauptsächlich Hochzeiten.